# 福岡県立福岡工業高等学校
福岡県立福岡工業高等学校（ふくおかけんりつふくおかこうぎょうこうとうがっこう）は、福岡県福岡市早良区荒江二丁目にある共学の県立工業高等学校。1896年（明治29年）3月に創設され、西日本の工業高校ではもっとも古い歴史を有する。
部活動においても水球部が多数全国大会出場を果たしている他、野球部・卓球部等の運動部の活躍の他、グリークラブ（男声合唱部）の全国高等学校総合文化祭出場や、ロボット競技同好会の活躍が目立つなど部活動が盛んな学校でもある。食堂が設置されている。
毎年2月に開催されている吹奏楽部の定期演奏会も、福岡市やその近郊地区で人気であり、名物行事のひとつとなっている。

## 沿革
- 1896年（明治29年）3月 - 現在の博多区東中洲に福岡県福岡工業学校創立（染織科・木工科・金工科設置）。
- 1900年（明治33年）5月 - 校舎を東湊町12番地（現在の中央区大手門）に移転。
- 1901年（明治34年）5月 - 福岡県福岡工業学校と改称し、木工科を建築科、金工科を機械科に改称。
- 1902年（明治35年）4月 - 採鉱科（情報工学科→現電子情報工学科）を加設。
- 1939年（昭和14年）4月 - 応用化学科（現環境化学科）を設置。
- 1945年（昭和20年）9月 - 福岡大空襲によって校舎が全焼したため、新校舎を荒江に移転。
- 1948年（昭和23年）4月 - 福岡県筑紫工業学校を合併し、福岡県立福岡工業高等学校と改称し、染織科・建築科・機械科・採鉱科・工業化学科・電気科・土木科でスタート。
- 1949年（昭和24年）8月 - 福岡県立福陵高等学校と改称。
- 1953年（昭和28年）4月 - 再び福岡県立福岡工業高等学校と改称。
- 1960年（昭和35年）4月 - 採鉱科を採鉱冶金科に科名を変更。
- 1962年（昭和37年）4月 - 定時制課程（機械科・電気科）を設置。
- 1963年（昭和38年）4月 - 電子科（全日制）を新設。
- 1965年（昭和40年）4月 - 染織科を繊維工業科に、採鉱冶金科を金属工業科に学科転換。
- 1990年（平成2年）4月 - 機械科（全日制）を電子機械科に学科転換。
- 1991年（平成3年）4月 - 繊維工業科を繊維システム科に、金属工業科を情報技術科に学科転換。
- 1997年（平成9年）4月 - 機械科・電気科（定時制課程）を廃科し、工業技術科を設置。
- 1999年（平成11年）4月 - 電子機械科を1クラスとし、工業進学コースを設置。
- 2005年（平成17年）4月 - 電子機械科を機械工学科、電気科を電気工学科、電子科を電子工学科、情報技術科を情報工学科、土木科を都市工学科、工業化学科を環境化学科、繊維システム科を染織デザイン科に改称。
- 2011年（平成23年）10月 - グラウンドのリフレッシュ工事を開始。
- 2016年（平成28年）4月 - 入学生から制服改定。
- 2023年（令和5年）4月 ｰ 情報工学科、電子工学科を併合した電子情報工学科が新設、受け入れを開始した。[3]

## 校訓
質実剛健　心身共に強くたくましく素朴かつ誠実であれ
自律　外からの力にしばられることなく自分で自分の行為を規制する姿勢を養え
創造　自ら思考し、新しい技術を生み出していく力を養え

## 校歌
- 作詞: 火野葦平
- 作曲: 古関裕而
- 現在の校歌は、1956年（昭和31年）5月に創立60周年を記念して制定された。

| 「 | 校歌 1）背振の山の みどりと競う/古き歴史の 名に恥じず/ただ目ざす 創造と自由/科学の精華 ここの殿堂/萬（よろず）の工（たくみ） ひとすじに/鍛えよ 福工 わが母校 2）造形の花 みがく日ごとや/色とにおいの かぐわしき/われらみな 栴檀（せんだん）の二葉/技術のいのち ここの工場/勤労の歌 高らかに/誇れよ 福工 わが母校 3）室見の川に 雲映ゆるとき/眦（まなじり）あげて 天のぞむ/世を照らす 光の源/若人われらの ここの学び舎/平和の使命 双肩に/栄えあれ 福工 わが母校 | 」 |

## 学科
全日制
- 染織デザイン科
- 建築科
- 機械工学科
- 工業進学科（工業進学コースから改称）
- 電子情報工学科（令和5年度新設）
- 情報工学科（令和6年度まで）
- 環境化学科
- 電気工学科
- 都市工学科
- 電子工学科（令和6年度まで）

定時制
- 工業技術科　[4]

## 制服
- 男子：一般的な金ボタン5個の黒学ラン（標準型学生服）
- 女子：紺のブレザー、白ブラウスにえんじ色のネクタイ。また、体育祭で女子生徒も男子制服の学ランを着て応援歌などを歌ったりしている。
- 2016年度入学生から制服も改定され、男子はダークグレーの5つボタン詰襟、女子はダークグレーの3つボタンスーツ（白ブラウスにチーム福工ゴールドリボン）に変わった。

## 部活動
水球部は1990年度（平成2年度）に高校総体で初優勝し、第45回国民体育大会（とびうめ国体）も制して2冠を達成した。1993年度（平成5年度）に3年ぶりに高校総体で優勝した。2010年度（平成22年度）には17年度ぶり3度目の優勝を果たした。また、2013年度（平成25年度）の平成25年度全国高等学校総合体育大会でも優勝した。
野球部は過去に春5回、夏4回の甲子園出場経験があり、三嶋一輝や中島卓也などのプロ野球選手を輩出している。中島は福岡工業高校で初めて高校在学時にドラフト指名された選手である（ドラフト制度導入前の選手は除く）。他のプロ野球選手は高校卒業後の進路先（大学・社会人など）を経て入団している。

## 行事
福岡工業高校の行事は、福工祭（文化祭）や体育祭などがある。福工祭は1年に1度あり、体育祭は、毎年10月上旬に、土曜日と日曜日の2日間の日程で行われる。

## 交通アクセス
- 西鉄バス「荒江」バス停または「荒江四角」バス停より徒歩3分

## 著名な出身者
- 松田軍平 - 設計技術者。
- 大中肇 - 建築家。
- 矢野倖一 - 矢野特殊自動車 創業者。
- 松本英一 - 政治家。参議院議員。
- 岡澤アキラ  - 俳優。
- 川尻蓮  - アイドル、俳優。

スポーツ選手
- 重松森雄 - 陸上競技選手。マラソン世界最高記録保持者、ボストンマラソン優勝者。
- 上野義秋 - プロ野球選手。
- 大崎憲司 - プロ野球選手。
- 千頭久米夫 - プロ野球選手。
- 伴勇資 - プロ野球選手。
- 玉川有 - プロ野球選手。
- 福岡常男 - プロ野球選手。
- 那須静雄 - プロ野球選手。
- 上野新 - プロ野球選手。
- 松本雄作 - プロ野球選手。
- 大江弘 - プロ野球選手。
- 西村俊二 - プロ野球選手。
- 中島卓也 - プロ野球選手。
- 三嶋一輝 - プロ野球選手。
- 園田晃将 - ラグビー選手。
- 関屋駿 - ラグビー選手。
- 荒木健太 - 水球日本代表

ミュージシャン
- ヒロシ・ドット - 歌手・作詞家・作曲家。
- ブラザー・エイ・キング - ギタリスト。
- ピストンホリ - ドラマー。